# Клещивна
Клещивна (укр. Кліщівна) — село в Рогатинской городской общине Ивано-Франковского района Ивано-Франковской области Украины.
Население по переписи 2001 года составляло 482 человека. Занимает площадь 7,388 км². Почтовый индекс — 77021. Телефонный код — 03435.